# 秋葉山 (静岡県)
秋葉山（あきはさん）は、静岡県浜松市天竜区春野町領家に位置し赤石山脈の南端を占める標高866mの山である。

## 概要
山頂近くには、火防（ひぶせ）の神である秋葉大権現の後身秋葉山本宮秋葉神社があり、秋葉山は同神社の俗称ともなっている。明治以前は秋葉大権現として秋葉社と秋葉寺の両方が存在する両部神道であった。しかし、明治初めの神仏分離・廃仏毀釈によって、秋葉山は神社と寺院とに分離されることとなった。現在は、秋葉神社上社は秋葉山の山頂にあり、曹洞宗の秋葉寺は秋葉山の中腹の杉平にある。
東京都千代田区・台東区の秋葉原の地名由来としても知られている。

## 秋葉山に因んだ慣用句
他人を戒めるべき者が、逆に過ちを犯す事の例え。

## 実際に起こった『秋葉山からの火事』
戦国時代までは真言宗との関係が深かったが、徳川家康と関係のあった可睡斎の禅僧茂林光幡が戦乱で荒廃していた秋葉寺を曹洞宗の別当寺とし、以降徳川幕府による寺領の寄進など厚い庇護の下に、次第に発展を遂げてゆくこととなった。
秋葉山には禰宜・僧侶（曹洞宗）・修験（当山派）の三者が奉仕し、別当は僧侶が務めた。この頃山頂には本社と観音堂を中心に本坊・多宝塔など多くの建物が建ち並び、修験も十七坊（時代によって増減あり、三十六坊の時期もある）あったと伝えられる。
徳川綱吉の治世の頃から、秋葉大権現は神道、仏教および修験道が混淆（こんこう）した「火防（ひぶせ）の神」として日本全国で爆発的な信仰を集めるようになり、広く秋葉大権現という名が定着した。特に度重なる大火に見舞われた江戸には数多くの秋葉講が結成され、大勢の参詣者が秋葉大権現を目指すようになった。参詣者による賑わいはお伊勢参りにも匹敵するものであったと言われ、各地から秋葉大権現に通じる道は秋葉路（あきはみち）や秋葉街道と呼ばれて、信仰の証や道標として多くの常夜灯（秋葉灯篭）が建てられた。平成4年度には手づくり郷土賞（ふるさとの色と光）受賞。また、全国各地に神仏混淆の分社として多くの秋葉大権現や秋葉社が設けられた。
龍燈（龍頭）と呼ばれる祠を兼ねた特殊な常夜燈があり、そこが町内・講中の信仰の場となった。
しかし、1868年（明治元年）に明治政府によって神仏分離令が、1872年（明治5年）には修験宗廃止令が強行され、秋葉山も神仏分離を行うこととなったが、秋葉権現が神仏いずれかという神学論争に加え、山内の修験派と僧派の対立もあり、その決着が容易につかなかった。1872年（明治5年）に教部省は秋葉権現を三尺坊とは異なる鎮守と判断し、更に修験の家伝に基づき祭神名を火之迦具土大神であるとした。秋葉山を神道の秋葉大権現と仏教の秋葉寺に分離し、更に秋葉大権現を秋葉神社と改称した。翌1873年（明治6年）、秋葉寺は無住無檀という理由で廃寺となるが、これは当時の社寺に関する法令が適用された結果であり、秋葉寺が神仏分離で廃寺されたというのは正確ではない。秋葉寺の廃寺に伴い、三尺坊は萬松山可睡斎（静岡県袋井市）に遷座、宝物什物も移管された。全国各地の分社もそれぞれの土地の事情で神仏分離令に従い、神社または寺として独立の道を歩むこととなった。明治6年に県社列格。
そして、第二次世界大戦中の1943年（昭和18年）、山頂（上社、かみしゃ）が山麓から発生した山火事の類焼により本殿東側の山門を除く建物全てを焼失した。戦中戦後は再建も容易ではなく、山麓に下社を造営し祭祀を継続した。
※この話に似たものとして、東海道五十三次論争がある。
これは、戦国時代の後に征夷大将軍となった徳川家康により、江戸時代の初めに、交通網の発展と共に、参勤交代の遂行による武家を統治する事を目的に、整備された五街道の一つである東海道がどこまでを指すのかという問題である。
歌川広重の浮世絵の東海道五十三次を元に東海道五十三次とするならば、戦国時代に徳川家康が掲げていた"遠離穢土欣求浄土"の旗印に書かれた「穢土」を「江戸」とし（朝廷の帝の臣下である征夷大将軍が武士を統治する場所として江戸幕府のある場所）、京都の朝廷に座す天皇を普賢菩薩と重ね目指す華厳経の善財童子の五十三人の師に会い悟りを開く巡礼の道、登竜門という意味になる。しかし、現在の国道1号になっている東海道五十三次に京街道の4宿を含めて、東海道五十七次ととなえる説がある。また、徳川家康の遺言により久能山東照宮から富士山を経て直線で結ぶ日光東照宮に後に祀られ東照大権現となった話をふまえ、江戸時代の東海道を東海道五十三次とし、善財童子を元にした信仰的統治であったとするならば、中山道も木曽海道六十九次に倣い江戸から京都までの69とすると、これもまた陰陽思想を元にした信仰的統治であったことになる。

## 霊山として

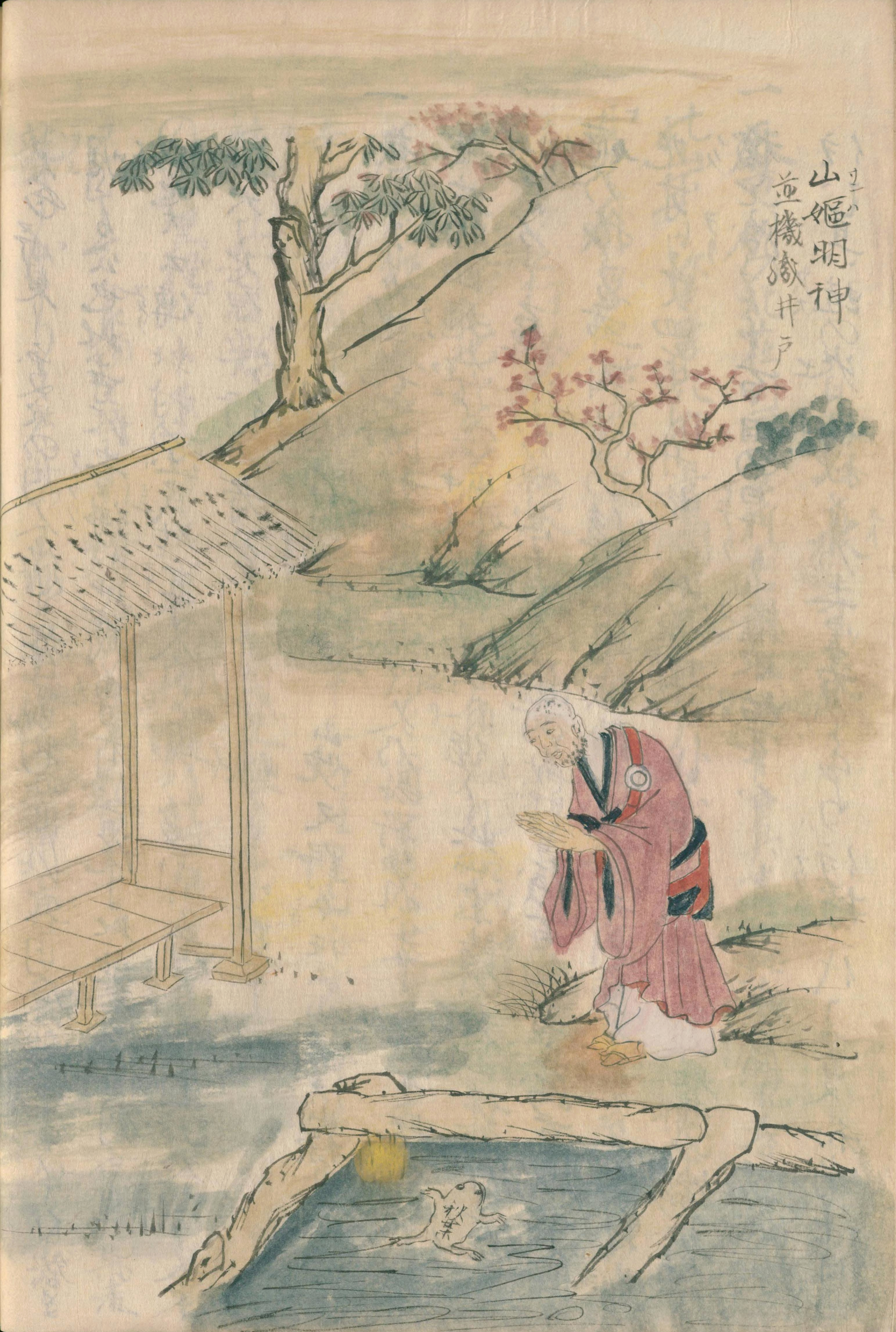
背中に「秋葉」の文字が見える蛙（下）。秋葉山や秋葉寺の名称の由来となった（「山嫗明神並機織井戸」藤長庚編集『遠江古蹟圖會』1803年。国立国会図書館蔵）

秋葉神社は秋葉山を神体山と仰ぐ信仰を根源とし、同社では「神山」と呼ぶ。中世以降は修験道の霊場となった。秋葉権現の眷属は天狗であり、天狗信仰の山でもあり山麓春野町は「天狗の里」と呼ばれている。
地元の伝説の他、江戸時代の天宮神社の神職・中村乗高が著した『事実証談』等には秋葉山にまつわる霊験譚が記されている。
- 怪火（老人火、天狗の火）
- 天狗囃子
- 山姥、山男
- 浪小僧